# Ривертон (Минесота)
Ривертон (енгл. Riverton) град је у америчкој савезној држави Минесота.

## Демографија
По попису из 2010. године број становника је 117, што је 2 (1,7%) становника више него 2000. године.
| Група             | 2000.       | 2010.       |
| Белци             | 113 (98,3%) | 114 (97,4%) |
| Афроамериканци    | 0 (0,0%)    | 0 (0,0%)    |
| Азијати           | 0 (0,0%)    | 0 (0,0%)    |
| Хиспаноамериканци | 1 (0,9%)    | 1 (0,9%)    |
| Укупно            | 115         | 117         |